# Moore (Texas)
Moore è un census-designated place degli Stati Uniti d'America situato nella contea di Frio dello Stato del Texas.

## Geografia fisica
Moore è situata a 29°03′56″N 99°00′48″W (29.065636, -99.013345).
Secondo lo United States Census Bureau, ha un'area totale di 31,2 miglia quadrate (81 km²), di cui 31,2 miglia quadrate (81 km²) di terreno e 0,04 miglia quadrate (0,10 km², 0.06%) d'acqua.

## Società

### Evoluzione demografica
Secondo il censimento del 2000, c'erano 644 persone, 248 nuclei familiari e 182 famiglie residenti nella città. La densità di popolazione era di 20,6 persone per miglio quadrato (8,0/km²). C'erano 283 unità abitative a una densità media di 9,1 per miglio quadrato (3,5/km²). La composizione etnica della città era formata dall'85,09% di bianchi, lo 0,47% di afroamericani, l'1,40% di nativi americani, lo 0,31% di isolani del Pacifico, il 10,09% di altre razze, e il 2,64% di due o più etnie. Ispanici o latinos di qualunque razza erano il 46,27% della popolazione.
C'erano 248 nuclei familiari di cui il 29,8% aveva figli di età inferiore ai 18 anni, il 55,6% erano coppie sposate conviventi, il 10,9% aveva un capofamiglia femmina senza marito, e il 26,6% erano non-famiglie. Il 23,4% di tutti i nuclei familiari erano individuali e il 9,7% aveva componenti con un'età di 65 anni o più che vivevano da soli. Il numero di componenti medio di un nucleo familiare era di 2,56 e quello di una famiglia era di 3,02.
La popolazione era composta dal 25,6% di persone sotto i 18 anni, il 4,5% di persone dai 18 ai 24 anni, il 25,8% di persone dai 25 ai 44 anni, il 27,0% di persone dai 45 ai 64 anni, e il 17,1% di persone di 65 anni o più. L'età media era di 40 anni. Per ogni 100 femmine c'erano 107,1 maschi. Per ogni 100 femmine dai 18 anni in giù, c'erano 100,4 maschi.
Il reddito medio di un nucleo familiare era di 39.063 dollari, e quello di una famiglia era di 40.774 dollari. I maschi avevano un reddito medio di 24.531 dollari contro i 28.281 dollari delle femmine. Il reddito pro capite era di 15.975 dollari. Circa il 9,9% delle famiglie e il 15,4% della popolazione erano sotto la soglia di povertà, incluso il 19,2% di persone sotto i 18 anni e il 12,2% di persone di 65 anni o più.